# سرآقاسید
سرآقاسید، روستایی از توابع بخش مرکزی شهرستان کوهرنگ در استان چهارمحال و بختیاری ایران است.

## جمعیت
این روستا در دهستان میان کوه موگوئی قرار دارد و براساس سرشماری مرکز آمار ایران در سال ۱۳۸۵، جمعیت آن ۱٬۳۶۰ نفر (۲۰۸خانوار) بوده‌است.

## جاذبه‌ها

### چشمهٔ نمک سرآقاسید
چشمه نمک سرآقاسید جاذبه‌ای نهفته در استان چهارمحال و بختیاری می باشد که در فاصله ۱ کیلومتری از روستای سرآقاسید قرار دارد. وقتی چندمتری از غرب روستا خارج شویم بعد از عبور مسیری سرسبز به گردنه ای می‌رسیم که بعد از آن  چشمه نمک قرار دارد. اطراف چشمه نمک درختان بلوط زیادی مشاهده می شود و در فواصل کمی از آن عشایر روستا سکونت دارند و این چشمه در راستای آبشار آستونا سرآقاسید واقع شده‌است.

### امامزاده آقاسید
امامزاده سید عیسی از نوادگان موسی کاظم در روستای سرآقاسید می‌باشد و یکی از دلایل تشکیل روستا به‌خاطر ارادت مردم عشایر به این امام بود. این امامزاده در جنوب روستا قرار دارد.